# Ulpity
Ulpity (niem. Ulpitten) – uroczysko - dawna miejscowość, w Polsce położona na Pojezierzu Iławskim w województwie warmińsko-mazurskim, w powiecie iławskim, w gminie Zalewo. 
Miejscowość wzmiankowana w dokumentach z roku 1419 jako wieś pruska na czterech włókach. Pierwotna nazwa Wolpithen najprawdopodobniej wywodzi się od imienia Litwina – Ulpisa. W roku 1782 we wsi odnotowano cztery domów (dymów), natomiast w 1858 w pięciu gospodarstwach domowych było 50 mieszkańców.  W latach 1937–39 było 46 mieszkańców. 
W roku 1973, jako niezamieszkany przysiółek, Ulpity należały do powiatu morąskiego, gmina Zalewo, poczta Boreczno.